# Joseph J. Lhota
Joe Lhota (nacido 7 de octubre de 1954) es un político estadounidense y el candidato republicano en las elecciones de 2013 de la alcaldía de Nueva York.  Fue vicealcalde bajo Rudolph Giuliani  y presidente de la Autoridad Metropolitana del Transporte (MTA).

## Primeros años y educación
Joe Lhota nació y fue criado en el Bronx. Su padre fue un empleado del departamento de policía de Nueva York (NYPD). El padre de su padre fue bombero (FDNY) y el padre de su madre fue taxista en la ciudad de Nueva York.
Joe Lhota fue el primero de su familia en ir a la universidad.  Se graduó con honores de Georgetown University y recibió una maestría en negocios (MBA) de Harvard Business School.

## Carrera

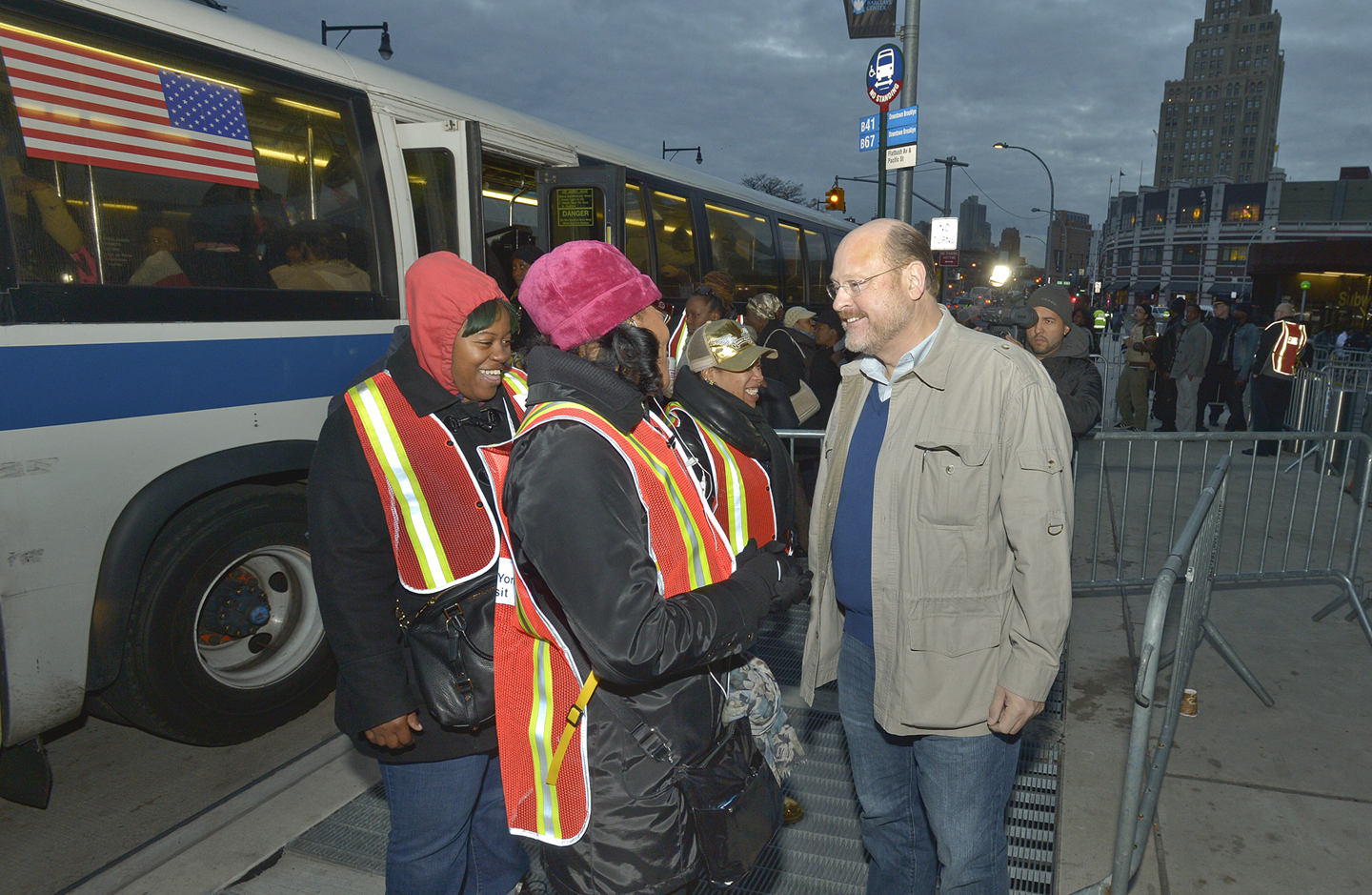
El presidente de la MTA Joe Lhota hablando con trabajadores de transporte durante la recuperación del huracán Sandy

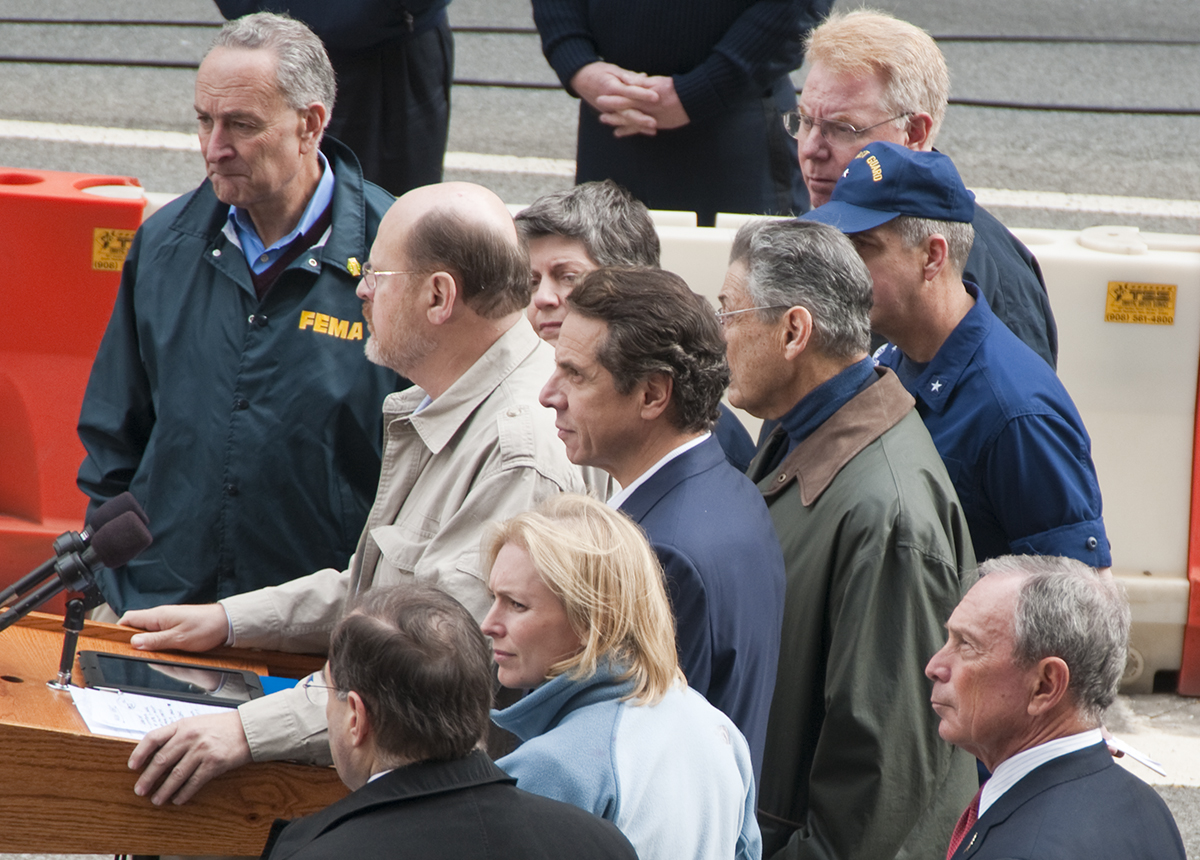
Lhota dando conferencia de prensa con el Gobernador Andrew Cuomo.

Después de graduarse, Lhota volvió a Nueva York donde comenzó una carrera de 14 años como banquero de inversión en Paine Webber y First Boston.  Se especializó en finanzas públicas, sirviendo a los gobiernos estatales y locales en todo el país.
Lhota sirvió como Comisionado de Finanzas, Director de la oficina de Administración y Presupuesto y Vicealcalde para Operaciones en la administración de Rudy Giuliani.  
Lhota volvió al sector privado en 2002 como vicepresidente ejecutivo de Cablevision y presidente de Lightpath.   Luego trabajó en el Madison Square Garden en 2010 como vicepresidente ejecutivo de administración .
En 2011, el Gobernador Andrew Cuomo nombró a Lhota como el presidente de la Autoridad Metropolitana del Transporte (MTA).  Lhota es reconocido por la rápida restauración del servicio de transporte público después del huracán Sandy.[cita requerida]'

## Candidatura para alcalde

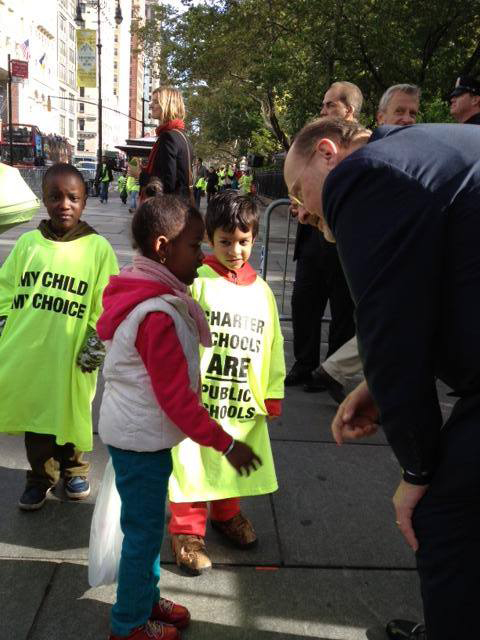
El 8 oct 2013. Lhota en marcha de apoyo a las escuelas chárter públicas.

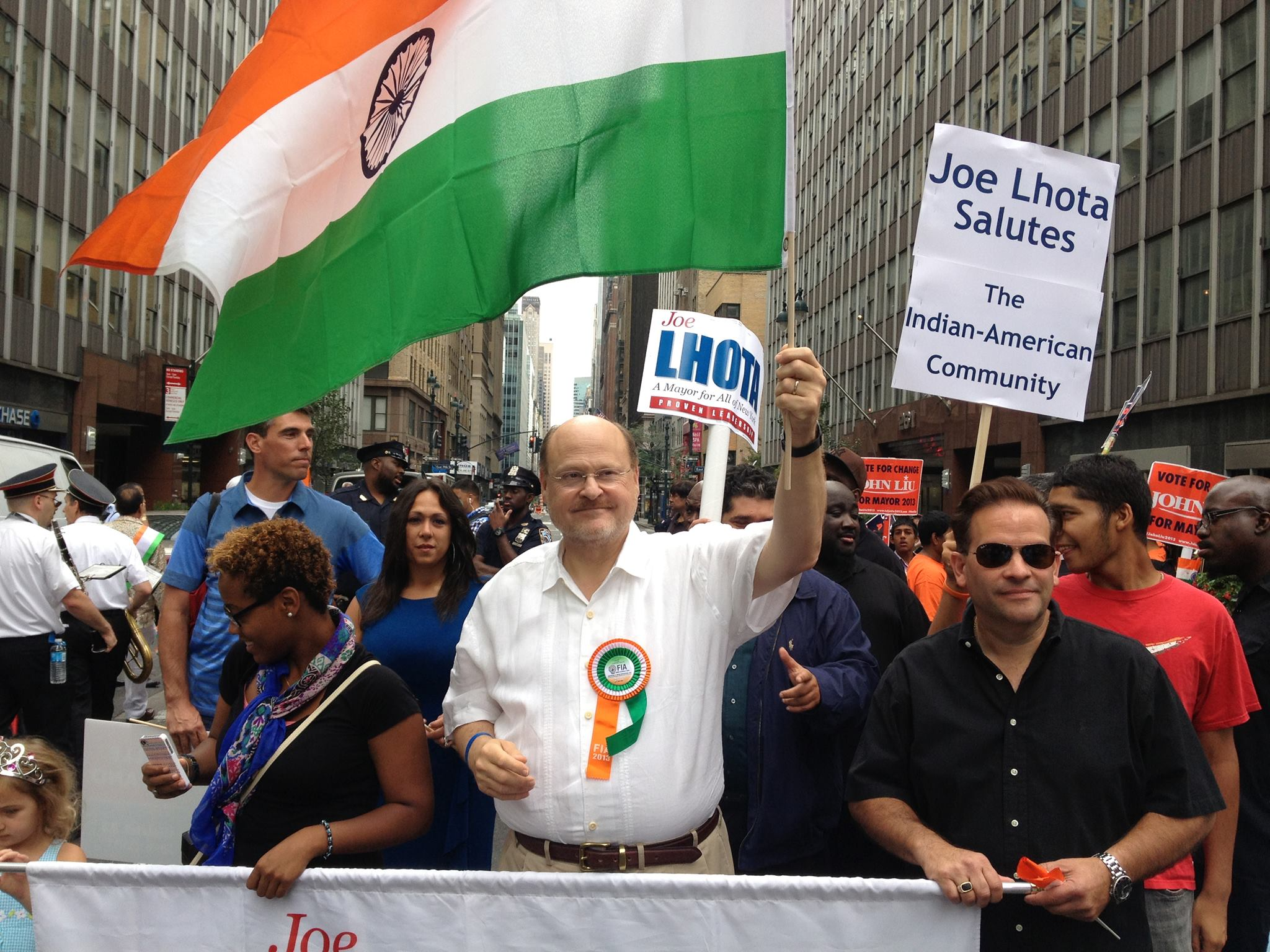
Lhota marchando con la comunidad india de Nueva York.

El 3 de octubre de 2013, Lhota recibió el respaldo de las organizaciones Statewide Association of Minority Businesses PAC  [cita requerida]y Latinos Unidos de Flushing.
Lhota ha recibido el respaldo de los periódicos New York Post, Newsday, Crain's New York Business, The Jewish Voice y AM New York.
Joe Lhota hará lo siguiente como alcalde:
Aumentar y diversificar la economía de Nueva York y crear puestos de trabajo. 
Dar a los padres opciones y flexibilidad al duplicar el número de escuelas chárter públicas de Nueva York, especialmente en los barrios de bajos ingresos. Dar a todos los niños el acceso a Pre-Kindergarten sin aumentar los impuestos, en contraste con el candidato democrático Bill de Blasio.[cita requerida]

## Vida personal
Lhota y su esposa tienen una hija.  Ellos viven en Brooklyn.